# Grammy Award for Best Jazz Instrumental Album
Der Grammy Award for Best Jazz Instrumental Album, auf Deutsch „Grammy-Award für das beste Jazz-Instrumentalalbum“, ist ein Musikpreis, der seit 2012 bei den jährlich stattfindenden Grammy Awards verliehen wird. Der Preis geht an Künstler für neue herausragende Alben im Bereich Jazz.
Der Grammy Award for Best Jazz Instrumental Album wurde zum ersten Mal am 12. Februar 2012 verliehen. Er wurde aus den bis 2011 verliehenen Grammys für Best Instrumental Jazz Album, Individual or Group, Best Contemporary Jazz Album und der Best Latin Jazz Album zusammengelegt.
Den ersten Grammy dieser Kategorie gewann das amerikanische Jazztrio Corea, Clarke & White, das aus der Formation Return to Forever hervorging. Mit vier Auszeichnungen und drei weiteren Nominierungen ist Chick Corea auch der erfolgreichste Künstler. Seine letzte Auszeichnung 2025 wurde ihm posthum zuerkannt.

## Gewinner und nominierte Künstler
| Jahr                  | Künstler / Band                                                                        | Nationalität       | Werk                              | Weitere nominierte Künstler | Bilder der Künstler                    |
| --------------------- | -------------------------------------------------------------------------------------- | ------------------ | --------------------------------- | --- | -------------------------------------- |
| 2012 12. Februar 2012 | Corea, Clarke & White                                                                  | Vereinigte Staaten | Forever                           | - Gerald Clayton – Bond: The Paris Sessions - Fred Hersch – Alone at The Vanguard - Joe Lovano Us Five – Bird Songs - Sonny Rollins – Road Shows Vol. 2 - Yellowjackets – Timeline | Chick Corea, 2010                      |
| 2013 10. Februar 2013 | Pat Metheny Unity Band                                                                 | Vereinigte Staaten | Unity Band                        | - Chick Corea, Eddie Gomez & Paul Motian – Further Explorations - Chick Corea & Gary Burton – Hot House - Kenny Garrett – Seeds From The Underground - Ahmad Jamal – Blue Moon | Pat Metheny, Barcelona 2008            |
| 2014 26. Januar 2014  | Terri Lyne Carrington                                                                  | Vereinigte Staaten | Money Jungle: Provocative in Blue | - New Gary Burton Quartet – Guided Tour - Gerald Clayton – Life Forum - Kenny Garrett – Pushing the World Away - Christian McBride Trio – Out Here | Terry Lyne Carrington, 2007            |
| 2015 8. Februar 2015  | Chick Corea Trio                                                                       | Vereinigte Staaten | Trilogy                           | - Brian Blade & the Fellowship Band – Landmarks - Fred Hersch Trio – Floating - Bobby Hutcherson, David Sanborn, Joey DeFrancesco featuring Billy Hart – Enjoy the View - Jason Moran – All Rise: A Joyful Elegy for Fats Waller | Chick Corea (2018)                     |
| 2016 15. Februar 2016 | John Scofield                                                                          | Vereinigte Staaten | Past Present                      | - Joey Alexander – My Favorite Things - Terence Blanchard featuring the E-Collective – Breathless - Robert Glasper – Covered: The Robert Glasper Trio Recorded Live at Capitol Studios - Jimmy Greene – Beautiful Life | John Scofield, 2006                    |
| 2017 13. Februar 2017 | John Scofield                                                                          | Vereinigte Staaten | Country for Old Men               | - Kenny Barron Trio – Book of Intuition - Peter Erskine – Dr. Um - Fred Hersch Trio – Sunday Night at the Vanguard - Joshua Redman & Brad Mehldau – Nearness | John Scofield (2017)                   |
| 2018 28. Januar 2018  | Billy Childs                                                                           | Vereinigte Staaten | Rebirth                           | - Bill Charlap Trio – Uptown, Downtown - Billy Childs – Rebirth - Joey DeFrancesco & the People Project Freedom - Fred Hersch – Open Book - Chris Potter – The Dreamer Is the Dream | Billy Childs (2008)                    |
| 2019 10. Februar 2019 | Wayne Shorter                                                                          | Vereinigte Staaten | Emanon                            | - Regina Carter (Karrin Allyson) – Some of That Sunshine - Fred Hersch – We See - Brad Mehldau (Brad Behldau Trio) – De-dah - Miguel Zenón (Miguel Zenón featuring Spektral Quartet) – Cadenas | Wayne Shorter (2006)                   |
| 2020 26. Januar 2020  | Brad Mehldau                                                                           | Vereinigte Staaten | Finding Gabriel                   | - Joey DeFrancesco – In the Key of the Universe - Branford Marsalis Quartet – The Secret Between the Shadow and the Soul - Christian McBride – Christian McBride’s New Jawn - Joshua Redman Quartet – Come What May | Brad Mehldau                           |
| 2021 14. März 2021    | Chick Corea, Christian McBride & Brian Blade                                           | Vereinigte Staaten | Trilogy 2                         | - Ambrose Akinmusire – On the Tender Spot of Every Calloused Moment - Terri Lyne Carrington and Social Science – Waiting Game - Gerald Clayton – Happening: Live at the Village Vanguard - Joshua Redman, Brad Mehldau, Christian McBride, Brian Blade – Roundagain | Chick Corea (2018)                     |
| 2022 3. April 2022    | Ron Carter, Jack DeJohnette & Gonzalo Rubalcaba                                        | Vereinigte Staaten | Skyline                           | - Jon Batiste: Jazz Selections: Music from and Inspired by Soul - Terence Blanchard featuring the E Collective and the Turtle Island Quartet: Absence - Chick Corea, John Patitucci & Dave Weckl: Akoustic Band Live - Pat Metheny: Side-Eye NYC (V1.IV) |                                        |
| 2023 5. Februar 2023  | Terri Lyne Carrington, Kris Davis, Linda May Han Oh, Nicholas Payton & Matthew Stevens | Vereinigte Staaten | New Standards Vol. 1              | - Terri Lyne Carrington, Kris Davis, Linda May Han Oh, Nicholas Payton & Matthew Stevens: New Standards Vol. 1 - Peter Erskine Rrio: Live in Italy - Joshua Redman, Brad Mehldau, Christian McBride & Brian Blade: LongGone - Wayne Shorter, Terri Lyne Carrington, Leo Genovese & Esperanza Spalding: Live at the Detroit Jazz Festival - Yellowjackets: Parallel Motion | Terri Lyne Carrington                  |
| 2024 4. Februar 2024  | Billy Childs                                                                           | Vereinigte Staaten | The Winds of Change               | - Kenny Barron: The Source - Lakecia Benjamin: Phoenix - Adam Blackstone: Legacy: The Instrumental Jawn - Pat Metheny: Dream Box | Billy Childs (2008)                    |
| 2025 2. Februar 2025  | Chick Corea & Béla Fleck                                                               | Vereinigte Staaten | Remembrance                       | - Ambrose Akinmusire featuring Bill Frisell & Herlin Riley: Owl Song - Kenny Barron featuring Kiyoshi Kitagawa, Johnathan Blake, Immanuel Wilkins & Steve Nelson: Beyond This Place - Lakecia Benjamin: Phoenix Reimagined - Sullivan Fortner: Solo Game | Chick Corea (2018) · Bela Fleck (2011) |

## Belege
1. ↑  Awards Category Comparison Chart. (PDF; 80 kB) National Academy of Recording Arts and Sciences, S. 1, archiviert vom Original am 16. Mai 2011; abgerufen am 8. April 2011 (englisch).
2. ↑  Dan Auerbach: Fun., Jay-Z, Mumford & Sons, Frank Ocean, Kanye West Lead 55th GRAMMY Nominations, Pressemitteilung der Recording Academy, 5. Dezember 2012.
3. ↑  55th Annual GRAMMY Awards Nominees. Auf: grammy.com, abgerufen am 6. Dezember 2012 (englisch).